# Quintus Lutatius Catulus (consul in 102 v.Chr.)
Quintus Lutatius Catulus was een Romeinse generaal en in 102 v.Chr., samen met Marius consul. Hij schreef daarnaast ook een autobiografie en een geschiedkundig werk over Rome.

## Leven
Quintus Lutatius Catulus was een prominent politicus. Hij werd consul en later censor in het Republikeinse Rome.
Samen met Marius vocht hij tegen de Teutonen en de Cimbri, twee Germaanse stammen. Hij stond in voor de verdediging van de doorgang door de Alpen naar Italië. Quintus Lutatius Catulus' soldaten stootten echter op de woeste Cimbri krijgers en na enkele gevechten raakten de Romeinse soldaten zo in paniek dat de consul zich halsoverkop moest terugtrekken tot over de Po, in Noord-Italië. De Cimbri werden echter in de Slag bij Vercellae verslagen, doordat Catulus en Marius hun krachten bundelden. Marius ging achteraf met de grootste eer strijken en Catulus werd daardoor zijn verbitterde vijand. Toen Sulla ten tonele kwam en er in Rome openlijk een Romeinse burgeroorlog werd gevochten tussen hem en Marius, koos Catulus vanwege zijn verbitterdheid voor Sulla. Toen Marius tijdelijk aan de macht kwam, werd Catulus slachtoffer van een proscriptie. Hij zou toen zijn vermoord of zelfmoord hebben gepleegd om de erfenis te behouden voor zijn zoon, Quintus Lutatius Catulus de Jongere.

## Werk
Catulus heeft de militaire gebeurtenissen en geschiedenis ook vastgelegd op schrift. Hij schreef enerzijds een politiek/militaire bibliografie over de strijd met de Cimbren. Deze staat gekend als de Liber de consulatu et de rebus gestis suis. Het werk is volledig verloren gegaan. Daarnaast heeft hij ook een geschiedwerk over de oudste geschiedenis van Rome geschreven in vier boeken: de Commenes historiae. Ook dit werk is niet overgeleverd.

### Biografie
- Badian E., The Early Historians in: DOREY T.A. (ed.), Latin historians, London, 1966, 1-38
- Beck H., The Early Roman Tradition in: MARINCOLA J (ed.)., A Companion to Greek and Roman Historiography, v. 1, Malden, 2007, 259-265